# وليام دود
وليام دود (بالإنجليزية: William Dodd (ambassador))‏ (و. 1869 – 1940 م) هو دبلوماسي، ومؤرخ، وبروفيسور (أستاذ جامعي) من الولايات المتحدة الأمريكية ولد في كلايتون.

## التعليم
تعلم في جامعة فرجينيا للتقنية.

## مناصب وهيئات
أدار جامعة شيكاغو.

## روابط خارجية
- وليام دود على موقع إن إن دي بي (الإنجليزية)